# Rui Águas (autocoureur)
Rui Águas (Mozambique, 29 februari 1972) is een Portugees autocoureur.

## Carrière
Rui reed in 1993 in de Britse Formule Ford met een Van Diemen. Hij haalde de vierde plek in het kampioenschap. Daarna racete hij in de Britse Formule Renault en de ATS Formel 3 in 1994. Hij werd tweede in de Formule Renault. Hij racete verder in de Formule 3. Zijn beste resultaat was een vierde plek tijden de Formule 3 race in Monaco in 1996. 
Hij reed twee seizoenen in de Formule 3000, 1997 en 1998. Hij wist geen potten te breken. Hij racete één seizoen in de World Series by Nissan. Hij won één race en werd derde in 2000. Hierna werd het stil rond Rui.
In 2006 maakte hij zijn rentree in de autosport. In het FIA GT kampioenschap racete hij met een Ferrari F430. Hij won één race en eindigde als vierde in het kampioenschap. In 2007 racete hij voornamelijk in de FIA GT, maar hij reed ook twee races in de ALMS en het Spaanse Tourwagen Kampioenschap.